# اسکوینگ
اسکوینگ (به دانمارکی: Skævinge) یک منطقهٔ مسکونی در دانمارک است که در شهرداری هیلراد واقع شده‌است. اسکوینگ ۲٬۵۵۹ نفر جمعیت دارد.